# David Addo
David Addo (sinh ngày 9 tháng 2 năm 1983) là một cầu thủ bóng đá người Ghana hiện tại thi đấu cho Liberty Professionals FC.

## Sự nghiệp
Vào mùa đông 2005 Addo chuyển từ Zaytuna F.C. đến Liberty Professionals FC theo dạng chuyển nhượng tự do.